# 周錫瑋
周錫瑋 （1958年3月11日—），中華民國政治人物，中國國民黨籍，生於彰化縣彰化市，現任旺旺中時媒體集團副董事長，曾任臺灣省議會議員、行政院退輔會委員、立法院親民黨黨團總召、立法委員、臺北縣縣長（後改制為新北市市長）及國立臺北大學公共事務學院客座講座。
最初代表國民黨當選立法委員，後隨宋楚瑜成立親民黨並連任立委，重返國民黨後當選最後一屆臺北縣縣長。2019年2月26日宣布參選2020年中華民國總統選舉，但在國民黨黨內初選民調落敗，未能參選。

## 身世背景
父親周書府是江蘇鹽城人，畢業於黃埔軍官學校。1949年第二次国共内战失敗，隨著中華民國政府撤遷來台後，曾任臺灣警備總司令部幹訓少將主任、警備總司令辦公室主任、綠島警備指揮部指揮官以及國民黨籍增額立法委員等。
1958年3月11日，周錫瑋在彰化縣出生，與雙胞胎哥哥周錫珽都是早產兒，剛出生時只有1000多公克。
1971年代表臺北市士林區社子國民小學參加第一屆亞洲盃籃球錦標賽男子隊，在教練李重和領導下，獲得亞軍。
因為父親是中華民國國軍將領，職務須時常調動，因此也常到處搬家，最後至臺北定居。在高中與大學時代沉默不多話，當時班上最出色的同學就是後來的中國電視公司主播沈春華。
父親周書府以臺北縣團管區司令身份連任四屆增額立委，大學時代偶爾會到立法院見習。
媒體曾披露周錫瑋曾經擁有美国綠卡。但周錫瑋稱已主動填表辦理註銷、宣示放棄綠卡，並有失效日期與證明。
1998年以省議員身分關切立法委員韓國瑜岳父李日貴所經營砂石場，公費補助6千8百萬建造「盲腸堤防」圈地成浮覆地供砂石場使用。
2000年陳水扁當選中華民國總統，被輿論認為臨門一腳的人物之一為李遠哲（李曾獲得诺贝尔化学奖，時任中央研究院院長）。周錫瑋選後在立法院中發言：李遠哲，他懂個屁政治！

## 參選臺北縣縣長
周錫瑋在2005年臺北縣縣長選舉中重返中國國民黨，後獲得提名，並於12月3日以54.86%的得票率打敗民主進步黨的候選人羅文嘉（得票率44.3%），以及無黨籍候選人黃福卿、陳誠鈞、陳俊傑和黃茂全，當選臺北縣縣長。 
| 2005年臺北縣縣長選舉結果 | 2005年臺北縣縣長選舉結果 | 2005年臺北縣縣長選舉結果 | 2005年臺北縣縣長選舉結果 | 2005年臺北縣縣長選舉結果 | 2005年臺北縣縣長選舉結果 | 2005年臺北縣縣長選舉結果 |
| 號次                     | 候選人                   | 政黨                     | 得票數                   | 得票率                   | 當選標記                 |                          |
| ------------------------ | ------------------------ | ------------------------ | ------------------------ | ------------------------ | ------------------------ | ------------------------ |
| 1                        | 黃福卿                   | 無黨籍                   | 5,639                    | 0.31%                    |                          |                          |
| 2                        | 周錫瑋                   | 中國國民黨               | 988,739                  | 54.87%                   |                          |                          |
| 3                        | 陳誠鈞                   | 無黨籍                   | 2,812                    | 0.16%                    |                          |                          |
| 4                        | 陳俊傑                   | 無黨籍                   | 4,064                    | 0.23%                    |                          |                          |
| 5                        | 羅文嘉                   | 民主進步黨               | 798,233                  | 44.30%                   |                          |                          |
| 6                        | 黃茂全                   | 無黨籍                   | 2,585                    | 0.14%                    |                          |                          |
| 選舉人數                 | 選舉人數                 | 選舉人數                 | 2,750,960                | 2,750,960                | 2,750,960                |                          |
| 投票數                   | 投票數                   | 投票數                   | 1,825,261                | 1,825,261                | 1,825,261                |                          |
| 有效票                   | 有效票                   | 有效票                   | 1,802,072                | 1,802,072                | 1,802,072                |                          |
| 無效票                   | 無效票                   | 無效票                   | 23,189                   | 23,189                   | 23,189                   |                          |
| 投票率                   | 投票率                   | 投票率                   | 66.35%                   | 66.35%                   | 66.35%                   |                          |

## 臺北縣縣長任內

### 政績

#### 升格直轄市
上任縣長一年半，靠著擔任立委期間打下的豐厚人脈，讓地方制度法第四條及第七條條文修正案在立法院闖關成功，一舉突破歷任縣長努力30年的北縣升格案，讓臺北縣升格成為全國第一個準用直轄市編制的縣。周錫瑋表示：「升格只是第一步，在取得與臺北市平等的地位後，臺北縣與臺北市便奠下合併基礎，未來的臺北絕對會是耀眼的國際城市。」一旦臺北縣成為直轄市，財政問題獲得解決，後續的施政也就奠定穩固的基礎。

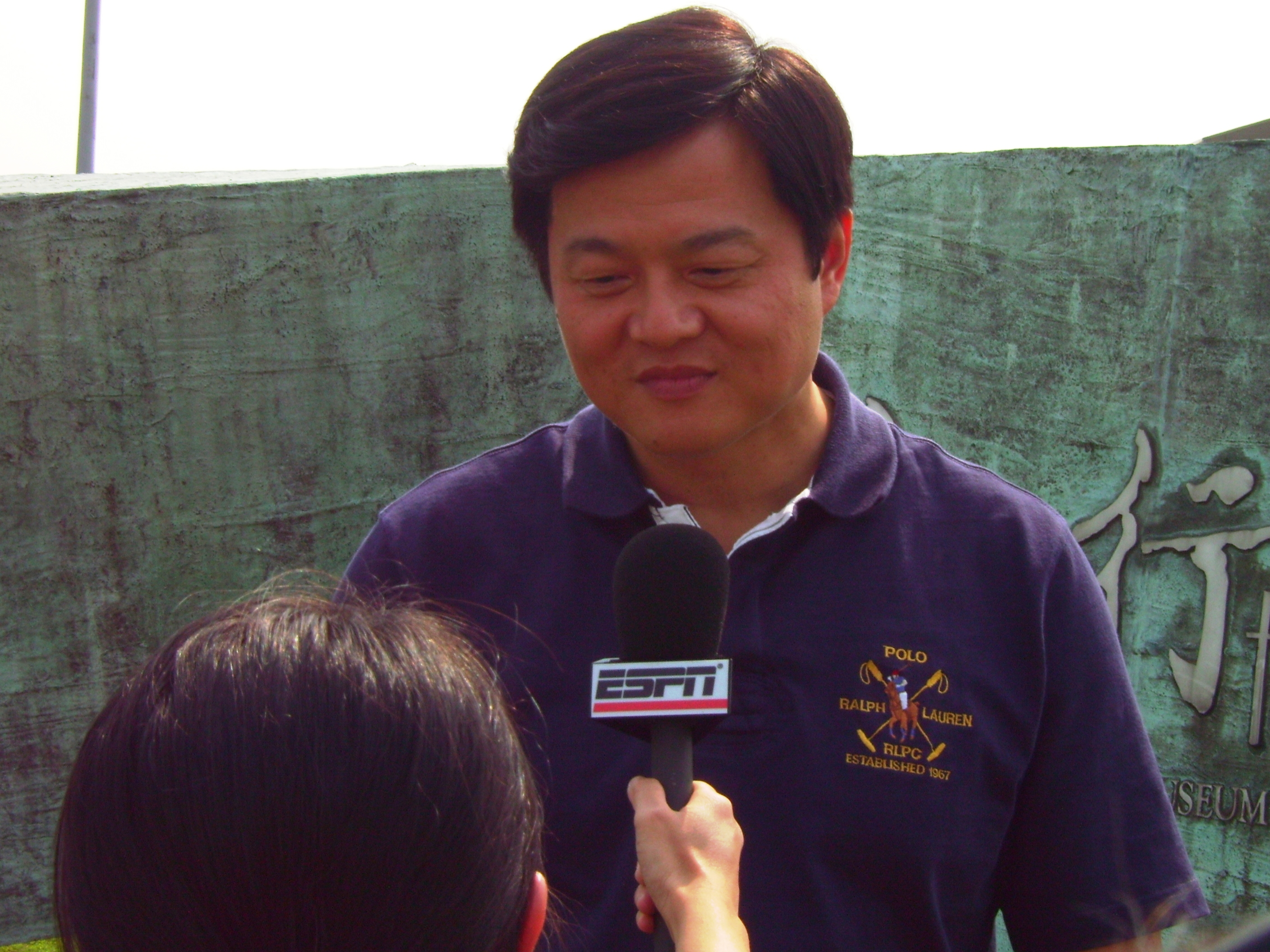
時任臺北縣縣長周錫瑋接受媒體採訪

#### 整治中港大排
中港大排水溝的汙染嚴重，且沉積淤泥造成淹水和臭味問題，影響附近的生活環境品質。周錫瑋任內將中港大排採分段整治，舉辦超過百場的協調會取得居民共識與支持，並且保留河道兩旁原有老樹，進行河廊整治工程，整治成可供遊憩的清水公園和具排洪功能的河廊，被稱為臺灣版的「清溪川」，周邊環境美化、房價也跟著上漲，成為臺灣相當成功的河川整治案例。板橋湳仔溝與新店碧潭也都陸續進行整治和再造計畫。

#### 治理淡水河
淡水河的汙染問題在周錫瑋任內，臺北縣的汙水用戶接管率提升，為整治淡水河他下令拆除了三十多家的砂石場。在淡水河沿岸設立300公頃的人工溼地，並以天然的方式處理全縣四分之一的家庭污水，使臺北縣連續三年整治河川的成績名列全國第一。現今淡水河平均是「輕度污染」，河水兩岸越來越多的禽鳥聚居。

## 參選新北市市長
為參選2010年新北市市長選舉，而參加國民黨黨內民調初選，當時的行政院副院長朱立倫以19%的民調小贏周錫瑋的15%。國民黨還拿出與民進黨的可能提名候選人做民調比較，例如蔡英文與周錫瑋兩人的民調，蔡拿下新北市的民調有49%，而周只有39%，其餘10%未選擇；蘇貞昌之民調有53%，周錫瑋只剩37%，民調結果對周錫瑋較不利，黨內人士也紛紛勸周退出五都選舉。周錫瑋當時表示，就算民調低迷仍然堅持參選到底。但在7月30日上午11點，周錫瑋在臺北縣政府會議廳召開記者會，宣佈退出年底的新北市市長選舉。並表示，退選後的將來不會入府，也不入閣，更不會加入國營事業。12月24日，臺北縣升格為新北市的前夕，周錫瑋於臺北縣政府一樓大廳舉行惜別茶會並發表感言。

## 卸任縣長
五都選舉結束後，周錫瑋在臺北縣的任期只剩下一個月，在最後一天上班時也不忘跟縣府的公務員握手，而退出政壇的周錫瑋則選擇回輔仁大學教書，周錫瑋也重拾畫筆，是知名的業餘畫家。
2019年1月，周錫瑋一度應中國國民黨主席吳敦義邀請出任中國國民黨副主席，但中國國民黨中央常務委員會卻抽掉這項人事案，沒有討論，副主席職位也不了了之。

## 參選2020年總統
2019年2月26日，周錫瑋宣布參加2020年中華民國總統選舉的國民黨黨內初選。周錫瑋強調要推動「讓陳水扁關回去」，停止陳水扁保外就醫，這是蔡英文跟法務部「統統都在包庇陳水扁」，是一個司法上的大醜聞。他指出，陳水扁至今仍可運用這樣的力量影響選舉，貪污加上政治，蔡政府和法務部長都應該出面講清楚，繼續審理扁案，讓陳水扁早一點關回去。
2019年6月17日，在個人臉書發文說，我是桶箍，要努力讓大家團結，箍在一起！國民黨的共識就是堂堂正正的用初選，讓大家知道國民黨會帶大家走向富足的未來。更重要的是不能再傷害彼此，造成分裂，支持者非「誰」不投的分裂。民進黨現已團結合作，從行政院到黨部，從國內到國外。對韓的攻擊已舖天蓋地，對郭的攻擊已蓄勢待發。所有能影響2020的謀略、戰術、攻擊方式都已準備就緒。
2019年7月15日，中國國民黨公佈總統黨內初選民調結果，未能獲得黨內提名。爾後周錫瑋擔任韓國瑜競選辦公室總發言人。
周錫瑋在參加中國國民黨總統初選國政願景發表會時提到要以文化統戰和反攻大陸。稍後周錫瑋在台北流行廣播電台以及德國之聲訪談中，都提及認同一個中華民國，並且中華民國要統一中國。

## 任國政選戰中心執行長
2019年11月26日，前行政院院長張善政、周錫瑋、前行政院副院長杜紫軍上午召開記者會，宣布成立副總統競選辦公室，除了原有的國政顧問團外，新設立國政選戰中心，由周錫瑋擔任執行長，還有副總統競選辦公室作業小組，由資深媒體人張樹森擔任主任，國政顧問團發言人黃曼昕兼任副總統競辦發言人。張善政表示，競選辦公室成立，將與國民黨總統參選人韓國瑜競選辦公室分進合擊，國政選戰中心、國政顧問團、副總統競選辦公室作業小組將成為「三支艦隊」，發揮強大戰力，協助他跟韓國瑜航向勝利。

## 爭議事件

### 上山打老虎、下水抓泥鰍
2007年6月9日，林口山區某羊場有多隻羊遭咬死，一名印尼女外勞自稱目睹「老虎」咬死羊，當時的縣長周錫瑋親自率領警察、動保人員等30多人組成「打虎部隊」，撐雨傘、持火把冒著昏暗陰雨的天候上山，結果不但一無所獲，案情還大逆轉，羊場主人表示犯案的是3隻野狗，他還逮到其中1隻「現行犯」。周錫瑋說他決不後悔打老虎一事，他的作為只是想讓鄉民能夠安心，而且年輕人幫他取了「虎哥」的綽號，他覺得滿不錯的，希望大家能叫他「虎哥」。
當時台北縣環保局長是鄧家基，找了公關公司為宣傳淡水河濕地復育有成，舉辦濕地「捉泥鰍」活動，又遭到民眾爆料，泥鰍是根本是在市場購買，並非淡水河所產。

### 縣長室裝潢爭議
周錫瑋在當選後縣政府依照其要求，在原有縣長室的樓下，闢建面積一樣的新縣長室，並增加裝潢費用，包括縣長室、秘書辦公室以及隨扈辦公室新台幣53萬7,000多元。引發批判，周錫瑋隨後公開向縣民道歉，同時願意個人負擔裝潢的費用。

### 淡北道路爭議
2008年，臺北縣政府宣布將繼續推動興建原本環評未過的淡北道路，周錫瑋表示交通是淡水未來發展的關鍵，一定要發包，且說：「即使違法發包也在所不惜」。

### 強拆樂生爭議
在1994年台北市政府捷運工程局預定樂生療養院為新莊機廠建造地，為了保護古蹟，「青年樂生聯盟」展開一系列抗議與陳情的行動，2006年時周錫瑋在接受陳情時表態說不會強制拆遷樂生療養院，然而2008年樂生療養院依然遭到拆除，「青年樂生聯盟」和「保留自救會成員」的成員於現場靜坐抗議，遭警方動員優勢警力強制抬離，捷運局隨即展開拆除。

### 警員大閱兵爭議
2009年7月1日，周錫瑋在員警路檢勤前教育時前往視察，卻在現場大擺軍樂隊伴奏，縣長與警員互行軍禮，沿路鼓樂紛紜，被視為閱兵，而廣受批評，而周錫瑋在現場宣示要拚治安，並到網咖突襲式巡檢，但只待了五分鐘。但當晚卻發生板橋地方法院被人開槍打破大樓強化玻璃的事件。

### 陶瓷墓碑爭議
2009年，一名女高中畢業生在網路發表一則文章描述自己收到猶如「陶瓷墓碑」縣長奬的獎品，這個在網路上被戲稱為「陶瓷墓碑」的縣長獎座，是3年前周錫瑋特頒的縣長獎「真鰲」獎盃。因為儘管老師指獎品是「鶯歌特別訂作的陶瓷」，但也引起網路上的嘲諷，也讓縣議員跳出來要求北縣教育局應該要好好檢討，以免讓類似的烏龍再度發生。

### 反日本情緒
2019年，周錫瑋於5月13日率人到日本交流協會台北事務所前抗議，不但飆粗口怒罵駐台北的日本辦事人員，還要日本天皇下跪向中華民國道歉，但有網友揭發他在2018年4月去日本觀光遊玩得很愉快。

### 進口口罩爭議
2020年2月4日，周錫瑋指稱政府強行徵收口罩造成價格大亂，轟民進黨「荒腔走板」 稱助理也買不到口罩，表示「花什麼2億蓋工廠，民進黨是在哈囉？！」，全世界做口罩的國家這麼多，進口就好，「進口口罩這麼簡單的事情！」引起民眾批評，許多藥局依舊大排長龍，不少民眾還是買不到口罩，讓食藥署（2/6）再祭出新措施，開放口罩進口自用最新規定，到4月底為止，全面開放民眾和公司行號，可以自行進口防疫醫療器材，一個人口罩限1000個，電子體溫計3個，耳溫槍專用套，以及酒精棉片，最多都可以進口1000個，只要在這個數量以內，民眾購買，無須簽審任何核准文件。

## 選舉紀錄
| 年度 | 選舉屆數               | 選舉區           | 所屬政黨   | 得票數  | 得票率 | 當選標記 | 備註 |
| ---- | ---------------------- | ---------------- | ---------- | ------- | ------ | -------- | ---- |
| 1994 | 第十屆臺灣省議員選舉   | 臺北縣選舉區     | 中國國民黨 | 78,529  | 5.14%  |          |      |
| 1998 | 第四屆立法委員選舉     | 臺北縣第一選舉區 | 中國國民黨 | 41,295  | 9.98%  |          |      |
| 2001 | 第五屆立法委員選舉     | 臺北縣第一選舉區 | 親民黨     | 66,337  | 13.31% |          |      |
| 2004 | 第六屆立法委員選舉     | 臺北縣第一選舉區 | 親民黨     | 51,767  | 11.99% |          |      |
| 2005 | 第十五屆臺北縣縣長選舉 | 臺北縣           | 中國國民黨 | 988,739 | 54.87% |          |      |

## 外部連結
- 立法院周錫瑋委員簡介 （页面存档备份，存于）
- 周錫瑋的Facebook專頁
- YouTube上的周錫瑋頻道
- DW中文-德國之聲：採訪周錫瑋（页面存档备份，存于）